# Josef Brendle (Sportschütze)
Josef Brendle (* 8. Juni 1949) ist ein ehemaliger liechtensteinischer Sportschütze.

## Karriere
Josef Brendle trat bei den Olympischen Spielen 1992 in Barcelona in der Disziplin 10 Meter Luftgewehr an. Er belegte den 39. Rang.